# مجلة الأخلاق
مجلة الأخلاق⁩⁩ هي مجلة فلسطينية صدرت في القدس بشكل شهري. مجلة الأخلاق هي مجلة أدبية، اجتماعية، تاريخية، وفكاهية. مديرها المسؤول هو داوود كردي، رئيس التحرير هو الأب جبرائيل رحال. صدر العدد الأول منها في 1 كانون الثاني 1932، وكانت تُطبع في مطبعة الآباء الفرنسيين بالقدس. أما مركز إدارتها، يقع في الوقف الماروني في مدينة القدس. كانت المجلة تركز على المثل العليا والأخلاق بشكل كبير حتى أنها نشرت على غلافها مقولة «علم الأخلاق هو الطب الذي لا طب يجاريه، والعلاج الناجع الذي لا شفاء بدونه».